# Paralinhomoeus gerlachi
Paralinhomoeus gerlachi is een rondwormensoort uit de familie van de Linhomoeidae. De wetenschappelijke naam van de soort is voor het eerst geldig gepubliceerd in 1978 door Hendelberg.